# Дальмайер, Лаура
Ла́ура Дальма́йер (нем. Laura Dahlmeier; 22 августа 1993[…], Гармиш-Партенкирхен, Бавария — 28 июля 2025, Hushe Valley, Гилгит-Балтистан) — немецкая биатлонистка, двукратная олимпийская чемпионка 2018 года в спринте и гонке преследования, семикратная чемпионка мира, обладательница Кубка мира 2016/2017, трёхкратная чемпионка мира среди юниоров. В 2013—2019 годах — член сборной Германии. 
Лаура Дальмайер наряду с Марте Олсбю-Ройселанн является единственной биатлонисткой за всю историю, выигравшей 5 золотых медалей на одном чемпионате мира, а также единственной завоевавшей награды во всех личных гонках на двух чемпионатах мира подряд (Холменколлен-2016 и Хохфильцен-2017).
17 мая 2019 года в своём блоге в Instagram 25-летняя спортсменка объявила о завершении профессиональной спортивной карьеры, объяснив своё решение потерей мотивации.
После окончания спортивной карьеры Лаура увлеклась альпинизмом. 28 июля 2025 года она погибла на горе Лайла в Каракоруме (Пакистан), попав под камнепад на высоте 5700 м. Спасательная операция была отозвана вечером 29 июля. На основании данных спасателей предполагается, что спортсменка погибла мгновенно.

## Биография
Родилась 22 августа 1993 года в Гармиш-Партенкирхене. Родители занимались велоспортом, в частности маунтинбайком. С детства увлекалась горными лыжами, в семилетнем возрасте впервые попробовала себя в биатлоне. В июне 2011 года окончила среднюю школу и с тех пор до окончания карьеры являлась членом таможенной лыжной команды.
Уже в возрасте 17 лет обратила на себя внимание тренеров сборной результатами в Кубке Германии, по итогам которого отобралась в сборную на юниорский Чемпионат мира в Нове-Место-на-Мораве (бронза в гонке преследования и в эстафете) и Юношеский фестиваль в Либереце (3 золотых медали: в спринте, индивидуальной гонке и смешанной эстафете).
Сезон 2011/2012 у Лауры не сложился, лучшим результатом стало 5 место в эстафете на ЮЧМ .
В 2013 году на юниорском Чемпионате мира в Обертиллиахе завоевала золото в индивидуальной гонке, спринте и эстафете, а также серебро в гонке преследования.

## Карьера в кубке мира

### Сезон 2012/2013
В составе женской сборной Германии вместе с Франциской Хильдебранд, Мириам Гёсснер и Андреа Хенкель выступала в эстафете чемпионата мира по биатлону — 2013 в Нове-Место-на-Мораве. На первом этапе Франциска Хильдебранд допустила 3 промаха на стойке и передала эстафету Гёсснер, на финише занимая 13-ю позицию. На втором этапе Мириам Гёсснер допустила 3 промаха на лёжке и 2 — на стойке, но на передаче ей удалось ликвидировать отставание и подняться на восьмую позицию. При этом отставание немецкой сборной от лидирующей команды составляло 38,7 секунд. Третий этап было доверено бежать Лауре Дальмайер. После точной стрельбы на лёжке она смогла войти в тройку лидеров, а после безупречной стрельбы на стойке — завершить свой этап на лидирующей позиции. Андреа Хенкель начала четвёртый этап будучи лидером в гонке, но на первом огневом рубеже допустила 1 промах, а на втором — 2, усложнив себе задачу на попадание в тройку сильнейших. На финише Хенкель обогнала Ольга Вилухина, и в итоге сборная Германии заняла 5-е место. После успешной для себя эстафетной гонки Лаура была заявлена на седьмой этап Кубка мира.
Первая для Дальмайер гонка (спринт) на этапах кубка мира состоялась 1 марта в норвежском Хольменколлене. Лаура закрыла все мишени и финишировала на высоком для себя седьмом месте, проиграв победителю соревнований Туре Бергер 53 секунды. В гонке преследования, которая прошла на следующий день после спринта, Лаура с шестью промахами (2+1+1+2) опустилась на три позиции, заняв итоговое 10-е место. По результатам двух гонок этапа молодая немка отобралась в масс-старт, однако показать хороший результат не сумела, финишировав на 27 позиции с четырьмя промахами. На следующем предолимпийском этапе в российском Сочи Лаура повторила свой результат в спринте, финишировав седьмой, а на следующий день вместе с Андреа Хенкель, Эви Захенбахер-Штеле и Мириам Гёсснер добилась победы в эстафетной гонке. На последнем этапе в Ханты-Мансийске Лаура также продемонстрировала неплохие результаты: в спринте с кругом штрафа она была 12-й, а в гонке преследования сумела отыграть 6 позиций, завершив гонку на 6-м месте. Этот результат стал для 19-летней немки лучшим в карьере на этапах Кубка мира. По итогам двух гонок этапа Лаура сумела отобраться в первый масс-старт в Кубке мира. В масс-старте она допустила осечку на первой стойке и заняла весьма добротное 7-е место, став лучшей из немок. По итогом сезона Лаура заняла 35-е место, набрав 220 очков.

### Сезон 2013/2014

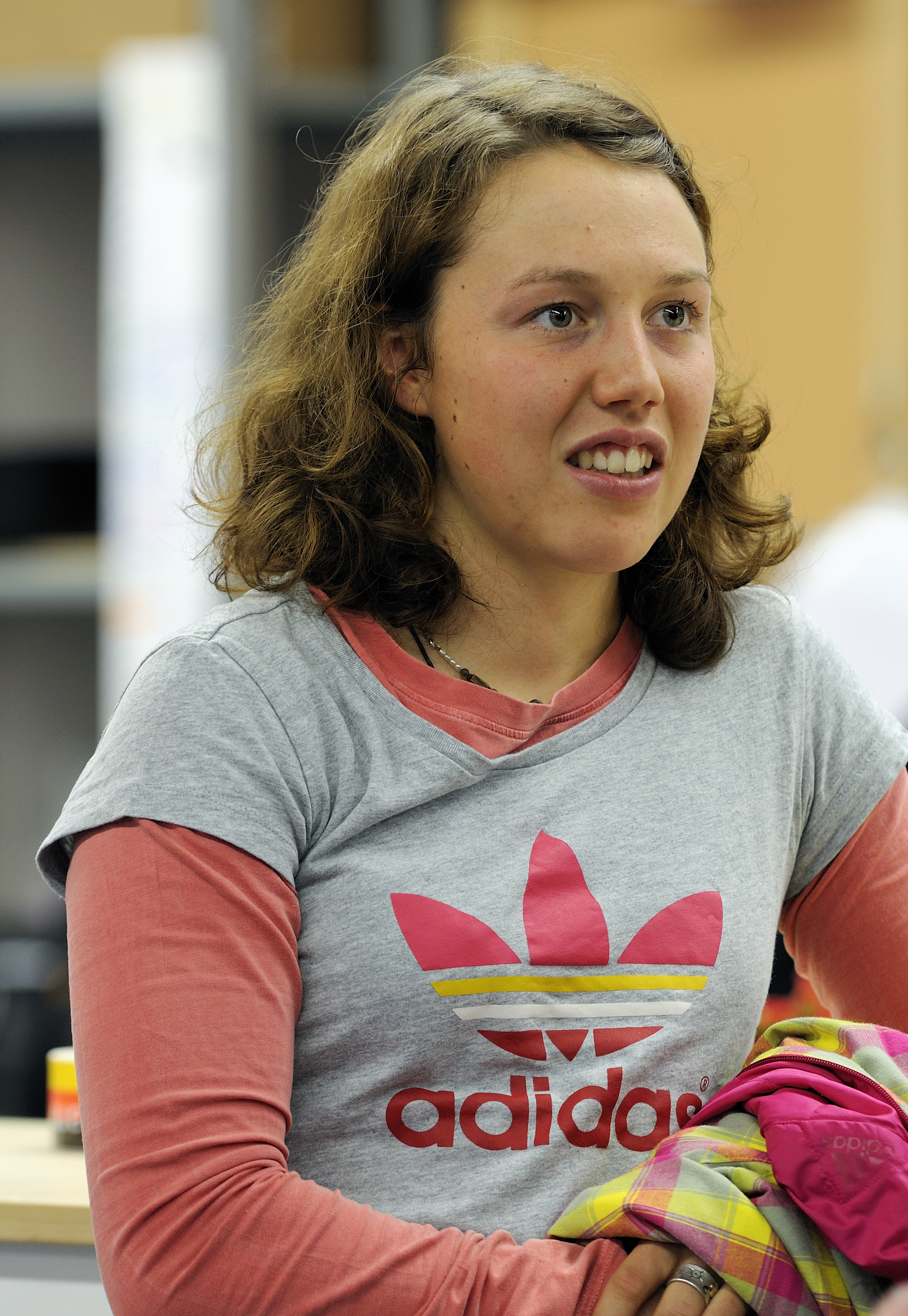
Перед Олимпиадой в Сочи

Первый полноценный сезон в Кубке мира для Дальмайер стартовал в шведском Эстерсунде. В первой гонке нового сезона, смешанной эстафете, молодая немка участия не принимала. Первой гонкой для Лауры стала индивидуальная гонка на 15 км, где Дальмайер сумела войти в 15 сильнейших, заняв 14 место. В спринте был регресс — 31 место с одним промахом. По итогам спринта на следующий день при сильном ветре стартовал пасьют, однако после двух огневых рубежей организаторы решили остановить гонку. На втором этапе в австрийском Хохфильцене молодая биатлонистка сумела квалифицироваться на Олимпийские игры, заняв 15-е место в спринтерской гонке. Гонка преследования получилась неудачной: Дальмайер откатилась на 10 мест, став лишь 25-й. Между этими гонками прошла первая эстафета сезона, в которой Германия заняла 2-е место. Лаура удачно прошла заключительный этап (0+0) и выиграла борьбу за серебро, опередив Анаис Бескон из Франции.
Последний этап 2013 года, проходивший во французском Анси, начался для Дальмайер и всей сборной Германии удачно: команда сумела одержать победу в эстафете. Лаура, как и первую эстафету, завершала гонку. Пройдя два огневых рубежа на ноль, Дальмайер уверенно финишировала на первом месте. Эта виктория стала для Лауры второй в эстафетных гонках (первая была одержана в Сочи на олимпийской трассе). Две заключительные гонки года немка провела на высоком уровне: в спринте заняла 10 место, а в преследовании при чистой стрельбе сумела отыграть пять позиций, заняв пятое место (лучший результат на этапах Кубка мира в личных гонках).
На первых своих Олимпийских играх в Сочи выступила неудачно: в индивидуальной гонке заняла 13 место, в спринте — 46, в гонке преследования — 30. Немецкая команда также провалила эстафету, финишировав на 11 позиции.
Ещё одну победу в сезоне Дальмайер одержала также в эстафете в Рупольдинге, где бежала третий этап.
В личных гонках в дальнейшем не поднималась выше шестого места, сезон закончила на 15 позиции общего зачёта.

### Сезон 2014/2015

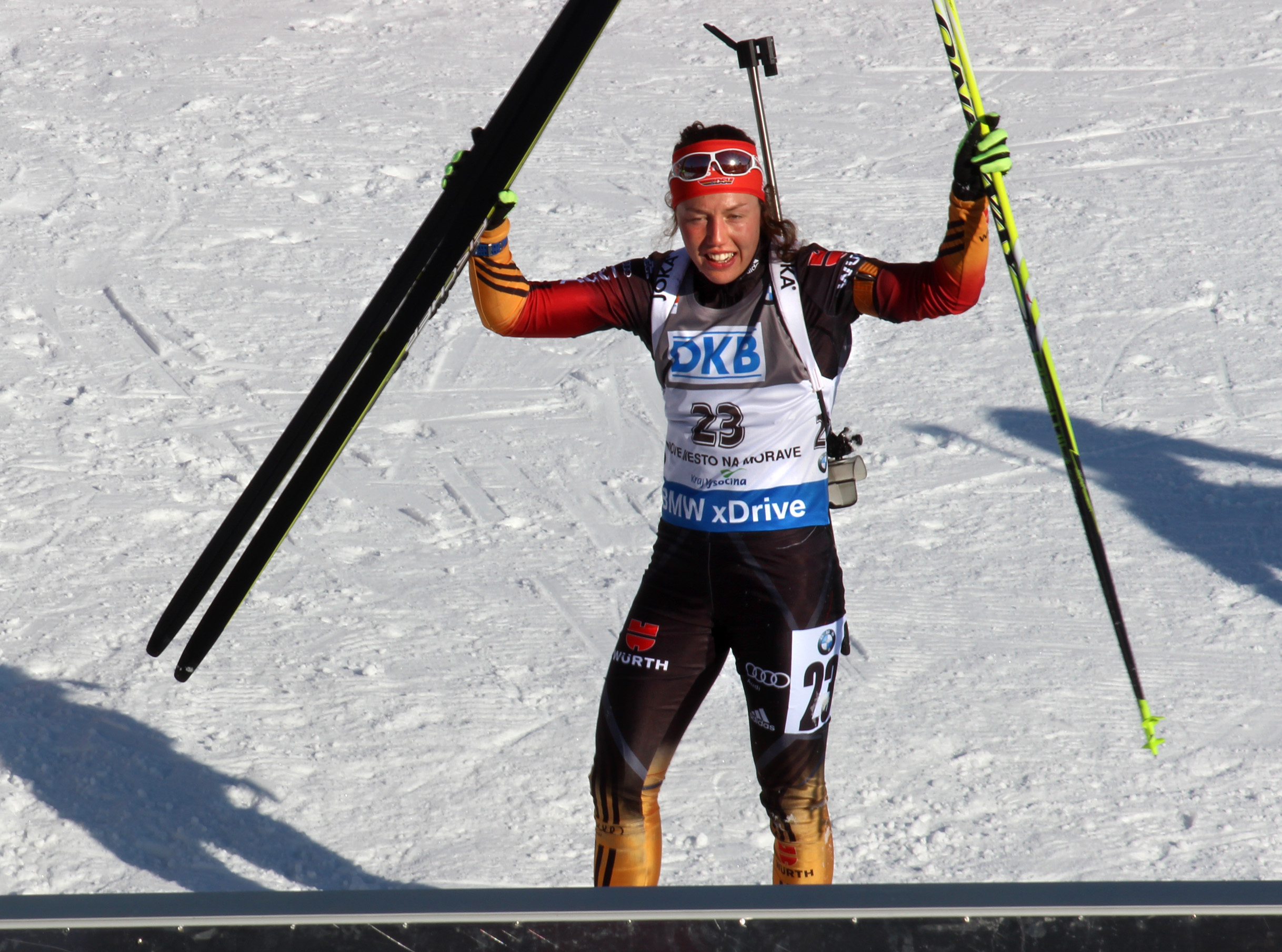
После победы в спринте на этапе в Нове-Место

Первый полный олимпийский цикл Лаура начала с пропуска двух первых этапов Кубка мира. Но уже на третьем, в Поклюке, во всех трёх гонках попала в топ-10 (9 места в спринте и масс-старте и 5 в гонке преследования). Затем она пропустила Оберхоф и провалила спринт в Рупольдинге, заняв только 40 место. Однако уже на следующем этапе, в Антхольце, поднялась на третью ступень пьедестала в спринте.
Первую победу в личных гонках Кубка мира одержала в спринте на этапе в Нове-Место, став ещё и третьей в гонке преследования. В дальнейшем в личных гонках не опускалась ниже 7 места, выиграла масс-старт в Ханты-Мансийске и четырежды была второй, в том числе в гонке преследования на чемпионате мира в Контиолахти.
Кубок мира завершила на 8 месте общего зачёта, набрав 725 очков в 17 гонках.
Впервые стала чемпионкой мира в составе сборной Германии.

### Сезон 2015/2016

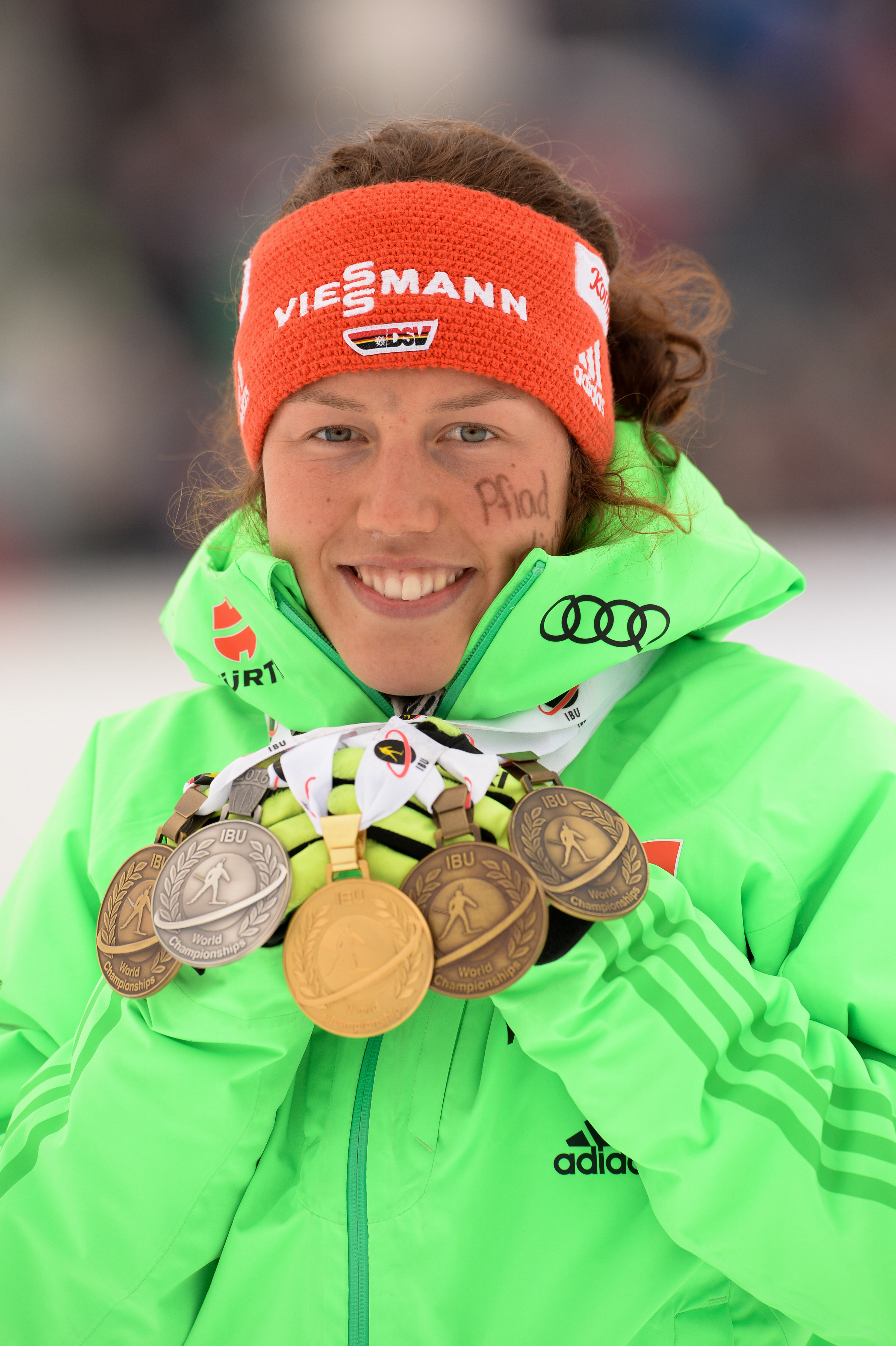
Лаура с полным комплектом медалей ЧМ-2016

Снова пропустила Эстерсунд, но на следующих четырех этапах в семи гонках из девяти попала на подиум: победы в гонках преследования в Хохфильцене и Поклюке, а также в гонке преследования и масс-старте в первом Рупольдинге, серебро спринта в Поклюке и бронза масс-старта второго Рупольдинга. На этих четырёх этапах не опускалась ниже 11 места и вышла на 4 место общего зачёта. Следующий этап в Антхольце пропустила, готовясь к североамериканским этапам, однако в Кэнморе выступила не вполне удачно и предпочла подготовку к ЧМ поездке в Преск-Айл. За несколько дней до мирового первенства приболела и не принимала участия в смешанной эстафете, но во всех следующих гонках в Хольменколлене попала на пьедестал и одержала первую личную победу на ЧМ (гонка преследования). Последний этап Кубка мира провалила, однако по итогам сезона заняла 6 позицию общей классификации (786 очков).

### Сезон 2016/2017
Звёздный час. За весь сезон Дальмайер пропустила всего две личные гонки в Оберхофе, но и оттуда увезла серебряную медаль масс-старта. Всего же в 31 гонке она 17 раз поднималась на подиум в личных гонках: 10 побед, 6 вторых мест и одно третье — и неоднократно в различных эстафетах.
На ЧМ в Хохфильцене Лаура завоевала медали во всех гонках и стала первой биатлонисткой в истории, выигравшей пять золотых медалей на одном чемпионате. В концовке сезона её отрыв от шедшей второй Габриэлы Соукаловой был настолько велик, что даже относительно неудачно проведённый последний этап не помешал Дальмайер завоевать Большой хрустальный глобус.

### Сезон 2017/2018

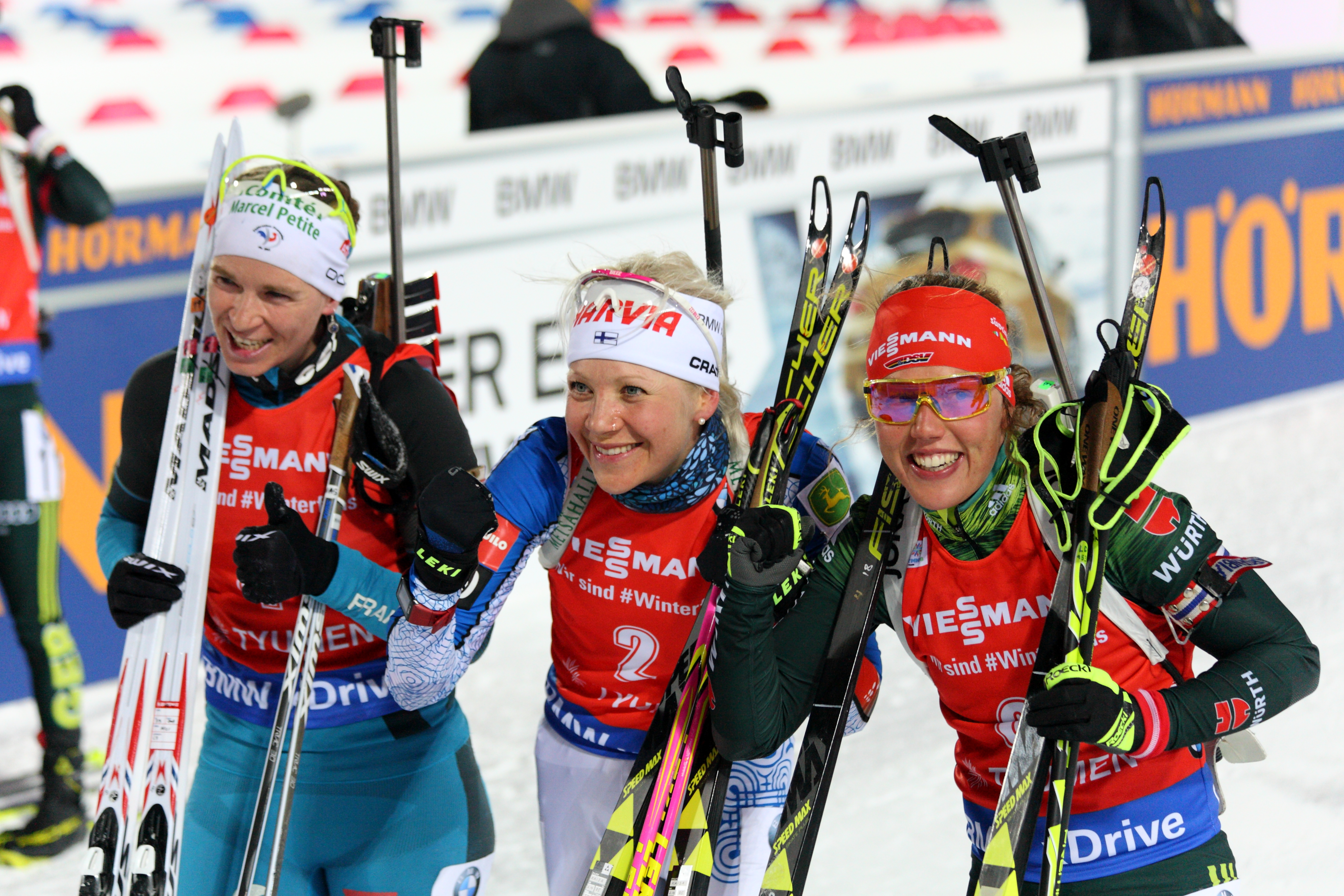
Призёры гонки преследования на девятом этапе сезона 2017/2018 в Тюмени

Первый этап вновь пропущен из-за болезни, но уже на третьем Лаура Дальмайер завоевала полный комплект наград. В дальнейшем до Олимпиады в девяти из 14 личных гонок, в которых она принимала участие, попала в топ-3, не считая двух побед в эстафете.
На Олимпийских играх в Пхёнчхане выиграла спринт и гонку преследования и стала третьей в индивидуальной гонке.
После Олимпиады Лаура ещё дважды заехала на подиум (2 место в Хольменколлене и 3 в Тюмени), заняв в итоге 4 позицию в общем зачёте.

### Сезон 2018/2019

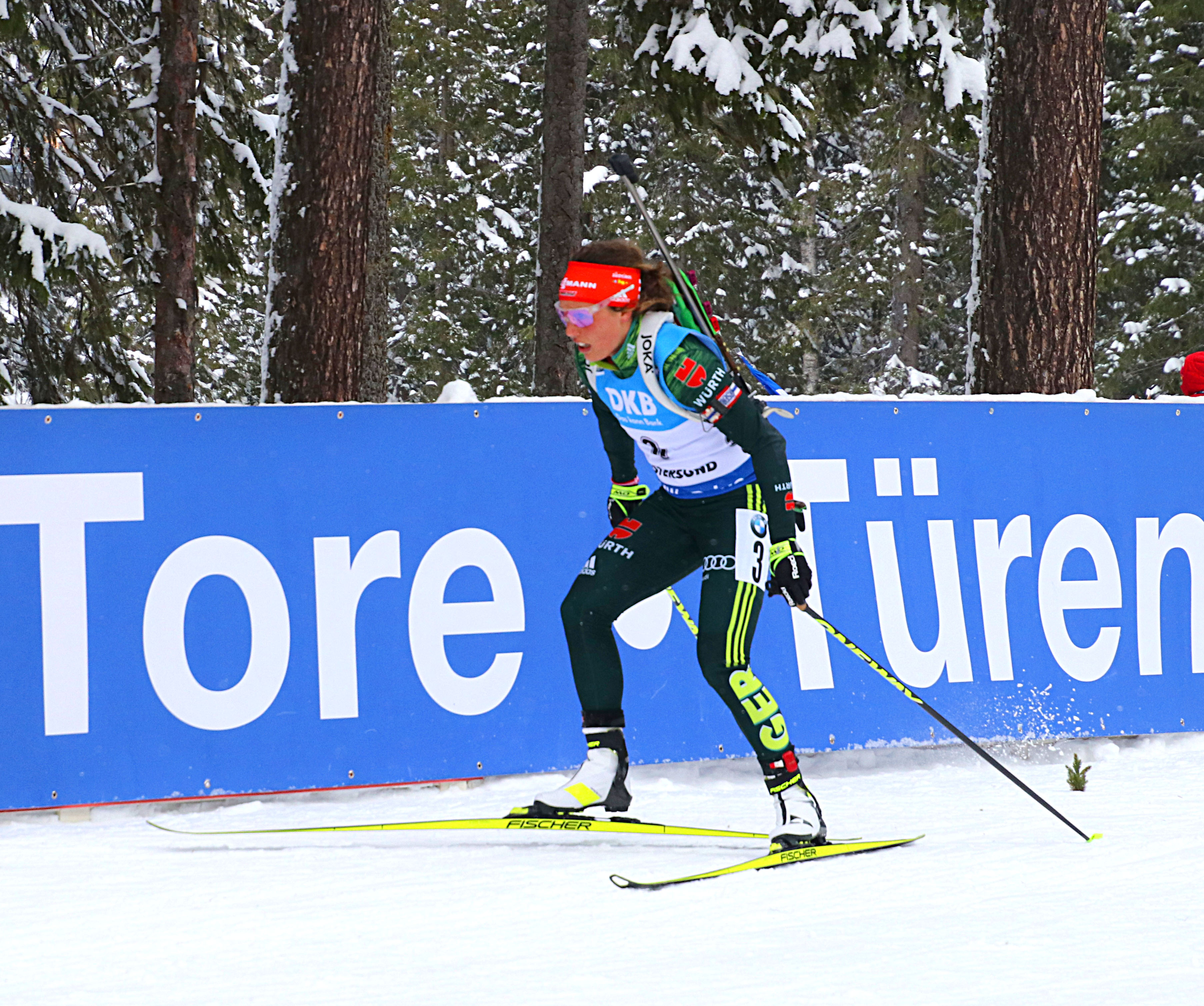
На чемпионате мира 2019

Этот сезон оказался очень непростым и неоднозначным. Началось с того, что в июле Дальмайер упала с велосипеда и получила травму бедра, к которой позже присоединилась бактериальная инфекция, вследствие чего спортсменка приостановила подготовку к новому сезону. Пропустив два первых этапа Кубка мира, которые прошли в Словении и Австрии, первую гонку в сезоне Дальмайер провела на этапе турнира в Нове-Место, где стала второй в спринте и пятой в гонке преследования, но снялась с масс-старта. Затем был пропуск этапа в Оберхофе и неудачное выступление в Рупольдинге (9 место в спринте с 0 промахов, 30 — в масс-старте; и только в эстафете удалось завоевать бронзу). А вот в Антхольце Лаура выиграла масс-старт, стала 4 в спринте и 2 в гонке преследования. Из североамериканских этапов Дальмайер бежала только в Кэнморе, где стала девятой, после чего вернулась в Европу, чтобы целенаправленно готовиться к Чемпионату мира. Там ей удалось завоевать бронзовые медали в спринте и гонке преследования.
Последний этап турнира по традиции оказался провальным, сезон спортсменка закончила лишь на 12 месте общего зачёта.

### Завершение карьеры
17 мая 2019 года в своём блоге в Instagram 25-летняя спортсменка объявила о завершении профессиональной спортивной карьеры, объяснив своё решение потерей мотивации. Прощание со спортом и последняя гонка Лауры Дальмайер прошли 28 декабря 2019 года в рамках рождественской гонки звёзд 2019. Пара Дальмайер/Наврат стала второй в масс-старте, а в гонке преследования опустилась на четвёртое место.

## Гибель

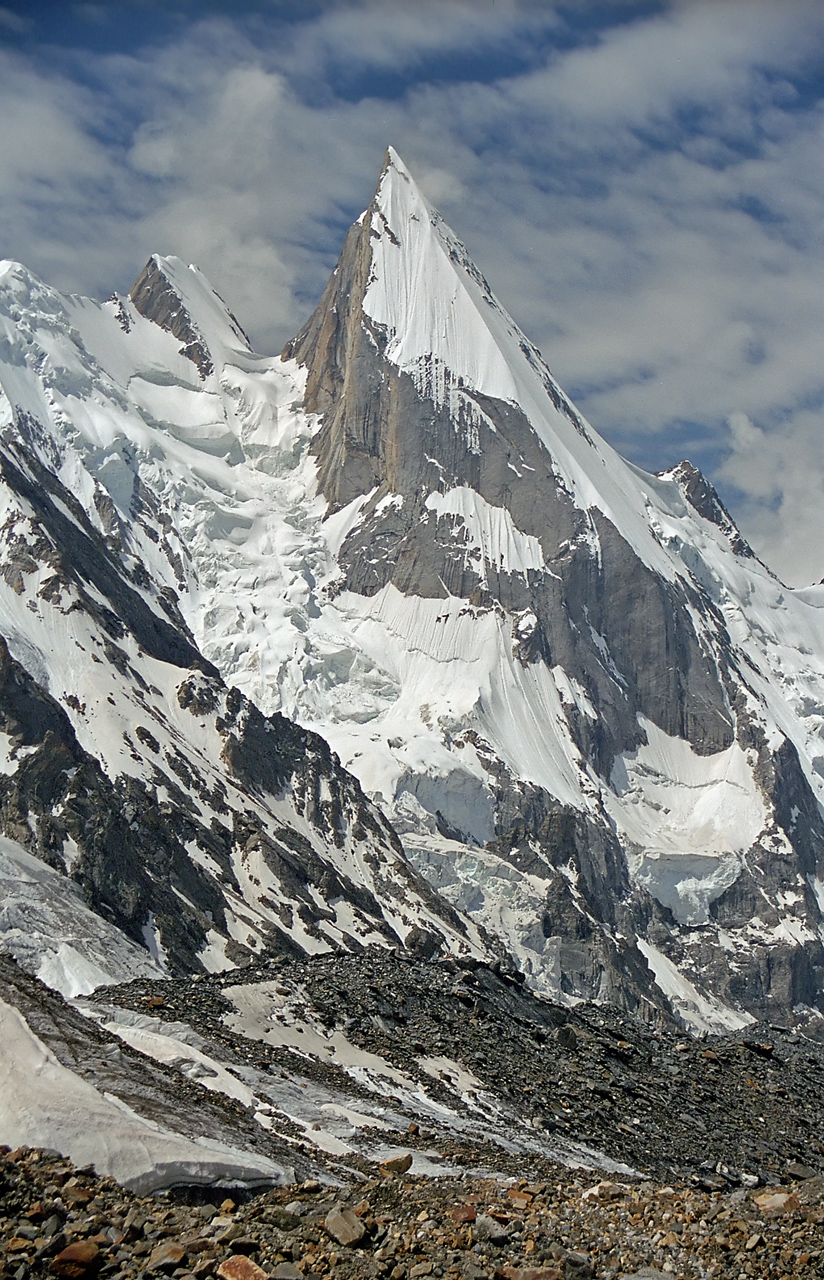
Пик Лайла

С конца июня 2025 года Лаура Дальмайер находилась в Каракоруме и 8 июля успешно поднялась на Башни Транго (6251 м).
28 июля 2025 года Дальмайер стала жертвой несчастного случая во время высокогорной экспедиции. Около полудня по местному времени она поднималась вместе с напарницей Мариной Краусс (нем. Marina Eva Krauss) на вершину пика Лайла, однако из-за плохих погодных условий альпинистки решили идти вниз. На высоте около 5700 метров на них обрушился камнепад. Краус, которая сумела спастись, позднее сообщила, что большой камень ударил по голове Дальмайер, и Лауру отбросило к склону. После этого Дальмайер не двигалась и не отвечала на окрики, а Краус не могла подобраться к её телу.
Несмотря на немедленный вызов спасательной службы, вертолёт достиг удалённого места происшествия только на следующее утро. Во время облёта, согласно официальному заявлению менеджмента Дальмайер, было установлено, что спортсменка «как минимум тяжело ранена» и «признаков жизни не наблюдается». Место происшествия, прервав свои восхождения, пытались достичь шесть американских и немецких альпинистов, включая Томаса Хубера. Спасательная операция была отозвана вечером 29 июля.
30 июля 2025 года менеджмент Лауры Дальмайер объявил о её смерти в возрасте 31 года. Из-за опасных условий, эвакуация тела до сих пор «не представляется возможной». Сама Дальмайер ранее письменно распорядились, чтобы в случае трагедии никто не подвергал себя опасности, эвакуируя её тело.
В 2022 году при сходе лавины в Патагонии погиб бывший бойфренд Лауры Роберт Грассегер.

## Достижения
В 2013 году Дальмайер была признана лучшей молодой спортсменкой года в Германии.
На чемпионате мира 2017 года в Хохфильцене установила рекорд среди женщин, завоевав пять золотых медалей.
17 декабря 2017 года была признана лучшей спортсменкой года Германии.
10 февраля 2018 года на Олимпийских играх в Пхёнчхане Дальмайер выиграла золото в спринте, не допустив ни одного промаха. Занявшая второе место норвежка Марте Олсбю отстала на 24 секунды. 12 февраля одержала победу в гонке преследования, допустив только 1 промах на 4 огневых рубежах. Серебряный призёр Анастасия Кузьмина отстала на 29 секунд. 15 февраля в индивидуальной гонке на 15 км Дальмайер допустила один промах и показала третий результат. 20 февраля Дальмайер была близка к медали в смешанной эстафете, в которой выступала на втором этапе. Перед последним огневым рубежом лидировали сборные Германии и Франции, но немец Арнд Пайффер стрелял неудачно, получил штрафной круг и на финише уступил в борьбе за третье место итальянцу Доминику Виндишу.

## Результаты

### Олимпийские игры
| Олимпийские игры | Индивид. гонка | Спринт | Преследование | Масс-старт | Эстафета | Смешанная эстафета |
| ---------------- | -------------- | ------ | ------------- | ---------- | -------- | ------------------ |
| 2014 Сочи        | 13             | 46     | 30            | —          | 11       | DSQ                |
| 2018 Пхёнчхан    | 3              | 1      | 1             | 16         | 8        | 4                  |

### Чемпионаты мира
15 медалей (7 золотых, 3 серебряные, 5 бронзовых)
| Чемпионат мира    | Индивид. гонка | Спринт | Преследование | Масс-старт | Эстафета | Смешанная эстафета | Сингл-микст |
| ----------------- | -------------- | ------ | ------------- | ---------- | -------- | ------------------ | ----------- |
| 2013 Нове-Место   | —              | —      | —             | —          | 5        | —                  | н/д         |
| 2015 Контиолахти  | 6              | 4      | 2             | 7          | 1        | —                  | н/д         |
| 2016 Холменколлен | 3              | 3      | 1             | 2          | 3        | —                  | н/д         |
| 2017 Хохфильцен   | 1              | 2      | 1             | 1          | 1        | 1                  | н/д         |
| 2019 Эстерсунд    | 4              | 3      | 3             | 6          | 4        | —                  | —           |

### Результаты в Кубке мира
| 2018/2019 Итоги | 2018/2019 Итоги | Поклюка | Поклюка | Поклюка | Поклюка | Поклюка | Хохфильцен | Хохфильцен | Хохфильцен | Нове-Место | Нове-Место | Нове-Место | Оберхоф | Оберхоф | Оберхоф | Рупольдинг | Рупольдинг | Рупольдинг | Антхольц | Антхольц | Антхольц | Канмор | Канмор | Канмор | Солт-Лейк-Сити | Солт-Лейк-Сити | Солт-Лейк-Сити | Солт-Лейк-Сити | ЧМ Эстерсунд | ЧМ Эстерсунд | ЧМ Эстерсунд | ЧМ Эстерсунд | ЧМ Эстерсунд | ЧМ Эстерсунд | ЧМ Эстерсунд | Холменколлен | Холменколлен | Холменколлен |
| Очков           | Место           | ОСм     | См      | Инд     | Спр     | Пр      | Спр        | Пр         | Эст        | Спр        | Пр         | МС         | Спр     | Пр      | Эст     | Спр        | Эст        | МС         | Спр      | Пр       | МС       | Инд    | Эст    | МС     | Спр            | Пр             | ОСм            | См             | См           | Спр          | Пр           | Инд          | ОСм          | Эст          | МС           | Спр          | Пр           | МС           |
| 554             | 12              | —       | —       | —       | —       | —       | —          | —          | —          | 2          | 5          | —          | —       | —       | —       | 9          | 2          | 30         | 4        | 2        | 1        | 9      | 1      | отм    | —              | —              | —              | —              | —            | 3            | 3            | 4            | —            | 4            | 6            | 27           | 20           | 16           |

| 2017/2018 Итоги | 2017/2018 Итоги | Эстерсунд | Эстерсунд | Эстерсунд | Эстерсунд | Эстерсунд | Хохфильцен | Хохфильцен | Хохфильцен | Анси | Анси | Анси | Оберхоф | Оберхоф | Оберхоф | Рупольдинг | Рупольдинг | Рупольдинг | Антхольц | Антхольц | Антхольц | ОИ Пхёнчхан (*) | ОИ Пхёнчхан (*) | ОИ Пхёнчхан (*) | ОИ Пхёнчхан (*) | ОИ Пхёнчхан (*) | ОИ Пхёнчхан (*) | Контиолахти | Контиолахти | Контиолахти | Контиолахти | Холменколлен | Холменколлен | Холменколлен | Тюмень | Тюмень | Тюмень |
| Очков           | Место           | Сусм      | См        | Инд       | Спр       | Пр        | Спр        | Пр         | Эст        | Спр  | Пр   | МС   | Спр     | Пр      | Эст     | Инд        | Эст        | МС         | Спр      | Пр       | МС       | Спр             | Пр              | Инд             | МС              | См              | Эст             | Спр         | Сусм        | См          | МС          | Спр          | Эст          | Пр           | Спр    | Пр     | МС     |
| 701             | 4               | —         | —         | —         | —         | —         | 16         | 10         | 1          | 2    | 1    | 3    | 13      | 7       | —       | 48         | 1          | 2          | 2        | 1        | 5        | 1               | 1               | 3               | 16              | 4               | 8               | 5           | —           | —           | 7           | 28           | 2            | 7            | 6      | 3      | 12     |

| 2016/2017 Итоги | 2016/2017 Итоги | Эстерсунд | Эстерсунд | Эстерсунд | Эстерсунд | Эстерсунд | Поклюка | Поклюка | Поклюка | Нове-Место | Нове-Место | Нове-Место | Оберхов | Оберхов | Оберхов | Рупольдинг | Рупольдинг | Рупольдинг | Антхольц | Антхольц | Антхольц | ЧМ Хохфильцен | ЧМ Хохфильцен | ЧМ Хохфильцен | ЧМ Хохфильцен | ЧМ Хохфильцен | ЧМ Хохфильцен | Пхёнчхан | Пхёнчхан | Пхёнчхан | Контиолахти | Контиолахти | Контиолахти | Контиолахти | Холменколлен | Холменколлен | Холменколлен |
| Очков           | Место           | СЭ        | ОСЭ       | Инд       | Спр       | Пр        | Спр     | Пр      | Эст     | Спр        | Пр         | МС         | Спр     | Пр      | МС      | Спр        | Пр         | Эст        | Инд      | МС       | Эст      | СЭ            | Спр           | Пр            | Инд           | Эст           | МС            | Спр      | Пр       | Эст      | Спр         | Пр          | ОСЭ         | СЭ          | Спр          | Пр           | МС           |
| 1211            | 1               | 2         | —         | 1         | 4         | 2         | 1       | 1       | 1       | 4          | 7          | 2          | —       | —       | 2       | 3          | 4          | 1          | 1        | 2        | 1        | 1             | 2             | 1             | 1             | 1             | 1             | 1        | 1        | —        | 2           | 1           | 3           | —           | 31           | 9            | 9            |

| 2015/2016 Итоги | 2015/2016 Итоги | Эстерсунд | Эстерсунд | Эстерсунд | Эстерсунд | Хохфильцен | Хохфильцен | Хохфильцен | Поклюка | Поклюка | Поклюка | Рупольдинг | Рупольдинг | Рупольдинг | Рупольдинг | Рупольдинг | Рупольдинг | Антхольц | Антхольц | Антхольц | Канмор | Канмор | Канмор | Канмор | Преск-Айл | Преск-Айл | Преск-Айл | ЧМ Холменколлен | ЧМ Холменколлен | ЧМ Холменколлен | ЧМ Холменколлен | ЧМ Холменколлен | ЧМ Холменколлен | Ханты-Мансийск | Ханты-Мансийск | Ханты-Мансийск |
| Очков           | Место           | См        | Инд       | Спр       | Пр        | Спр        | Пр         | Эст        | Спр     | Пр      | МС      | Спр        | Пр         | МС         | Инд        | Эст        | МС         | Спр      | Пр       | Эст      | Спр    | МС     | Сусм   | См     | Спр       | Пр        | Эст       | См              | Спр             | Пр              | Инд             | Эст             | МС              | Спр            | Пр             | МС             |
| 786             | 6               | —         | —         | —         | —         | 6          | 1          | —          | 2       | 1       | 11      | 4          | 1          | 1          | 9          | 2          | 3          | —        | —        | —        | 16     | 7      | —      | —      | —         | —         | —         | —               | 3               | 1               | 3               | 3               | 2               | 36             | 16             | отм            |

| 2014/15 Итоги | 2014/15 Итоги | Эстерсунд | Эстерсунд | Эстерсунд | Эстерсунд | Хохфильцен | Хохфильцен | Хохфильцен | Поклюка | Поклюка | Поклюка | Оберхоф | Оберхоф | Оберхоф | Рупольдинг | Рупольдинг | Рупольдинг | Антхольц | Антхольц | Антхольц | Нове-Место | Нове-Место | Нове-Место | Нове-Место | Холменколлен | Холменколлен | Холменколлен | ЧМ Контиолахти | ЧМ Контиолахти | ЧМ Контиолахти | ЧМ Контиолахти | ЧМ Контиолахти | ЧМ Контиолахти | Ханты-Мансийск | Ханты-Мансийск | Ханты-Мансийск |
| Очков         | Место         | См        | Инд       | Спр       | Пр        | Спр        | Эст        | Пр         | Спр     | Пр      | МС      | Эст     | Спр     | МС      | Эст        | Спр        | МС         | Спр      | Пр       | Эст      | Сусм       | См         | Спр        | Пр         | Инд          | Спр          | Эст          | См             | Спр            | Пр             | Инд            | Эст            | МС             | Спр            | Пр             | МС             |
| 725           | 8             | —         | —         | —         | —         | —          | —          | —          | 9       | 5       | 9       | —       | —       | —       | 3          | 40         | —          | 3        | 13       | 1        | —          | —          | 1          | 3          | 4            | 2            | 4            | —              | 4              | 2              | 6              | 1              | 7              | 2              | 2              | 1              |

| 2013/14 Итоги | 2013/14 Итоги | Эстерсунд | Эстерсунд | Эстерсунд | Эстерсунд | Хохфильцен | Хохфильцен | Хохфильцен | Анси | Анси | Анси | Оберхоф | Оберхоф | Оберхоф | Рупольдинг | Рупольдинг | Рупольдинг | Антхольц | Антхольц | Антхольц | ОИ Сочи (*) | ОИ Сочи (*) | ОИ Сочи (*) | ОИ Сочи (*) | ОИ Сочи (*) | ОИ Сочи (*) | Поклюка | Поклюка | Поклюка | Контиолахти | Контиолахти | Контиолахти | Холменколлен | Холменколлен | Холменколлен |
| Очков         | Место         | См        | Инд       | Спр       | Пр        | Спр        | Эст        | Пр         | Эст  | Спр  | Пр   | Спр     | Пр      | МС      | Эст        | Инд        | Пр         | Спр      | Пр       | Эст      | Спр         | Пр          | Инд         | МС          | См          | Эст         | Спр     | Пр      | МС      | Спр         | Спр         | Пр          | Спр          | Пр           | МС           |
| 412           | 15            | —         | 14        | 30        | отм       | 15         | 2          | 25         | 1    | 10   | 5    | —       | —       | 19      | 1          | 14         | 18         | 20       | 7        | отм      | 46          | 30          | 13          | —           | DSQ         | 11          | 22      | 43      | 28      | —           | —           | —           | 10           | 11           | 6            |

| 2012/13 Итоги | 2012/13 Итоги | Эстерсунд | Эстерсунд | Эстерсунд | Эстерсунд | Хохфильцен | Хохфильцен | Хохфильцен | Поклюка | Поклюка | Поклюка | Оберхоф | Оберхоф | Оберхоф | Рупольдинг | Рупольдинг | Рупольдинг | Антхольц | Антхольц | Антхольц | ЧМ Нове-Место | ЧМ Нове-Место | ЧМ Нове-Место | ЧМ Нове-Место | ЧМ Нове-Место | ЧМ Нове-Место | Холменколлен | Холменколлен | Холменколлен | Сочи | Сочи | Сочи | Ханты-Мансийск | Ханты-Мансийск | Ханты-Мансийск |
| Очков         | Место         | См        | Инд       | Спр       | Пр        | Спр        | Пр         | Эст        | Спр     | Пр      | МС      | Эст     | Спр     | Пр      | Эст        | Спр        | МС         | Спр      | Пр       | Эст      | См            | Спр           | Пр            | Инд           | Эст           | МС            | Спр          | Пр           | МС           | Инд  | Спр  | Эст  | Спр            | Пр             | МС             |
| 220           | 35            | —         | —         | —         | —         | —          | —          | —          | —       | —       | —       | —       | —       | —       | —          | —          | —          | —        | —        | —        | —             | —             | —             | —             | 5             | —             | 7            | 10           | 27           | —    | 7    | 1    | 12             | 6              | 7              |

### Победы на этапах Кубка мира
| #   | Дата            | Место проведения гонки | Дисциплина           |
| --- | --------------- | ---------------------- | -------------------- |
| 1.  | 7 февраля 2015  | Нове-Место-на-Мораве   | Спринт               |
| 2.  | 22 марта 2015   | Ханты-Мансийск         | Масс-старт           |
| 3.  | 12 декабря 2015 | Хохфильцен             | Гонка преследования  |
| 4.  | 19 декабря 2015 | Поклюка                | Гонка преследования  |
| 5.  | 9 января 2016   | Рупольдинг             | Гонка преследования  |
| 6.  | 10 января 2016  | Рупольдинг             | Масс-старт           |
| 7.  | 6 марта 2016    | Хольменколлен2         | Гонка преследования  |
| 8.  | 30 ноября 2016  | Эстерсунд              | Индивидуальная гонка |
| 9.  | 9 декабря 2016  | Поклюка                | Спринт               |
| 10. | 10 декабря 2016 | Поклюка                | Гонка преследования  |
| 11. | 19 января 2017  | Антхольц               | Индивидуальная гонка |
| 12. | 12 февраля 2017 | Хохфильцен 3           | Гонка преследования  |
| 13. | 15 февраля 2017 | Хохфильцен 3           | Индивидуальная гонка |
| 14. | 19 февраля 2017 | Хохфильцен 3           | Масс-старт           |
| 15. | 2 марта 2017    | Пхёнчхан               | Спринт               |
| 16. | 4 марта 2017    | Пхёнчхан               | Гонка преследования  |
| 17. | 11 марта 2017   | Контиолахти            | Гонка преследования  |
| 18. | 16 декабря 2017 | Анси                   | Гонка преследования  |
| 19. | 20 января 2018  | Антхольц               | Гонка преследования  |
| 20. | 27 января 2019  | Антхольц               | Масс-старт           |

| #   | Дата            | Место проведения гонки | Дисциплина         |
| --- | --------------- | ---------------------- | ------------------ |
| 1.  | 10 марта 2013   | Сочи                   | Эстафета           |
| 2.  | 12 декабря 2013 | Анси                   | Эстафета           |
| 3.  | 8 января 2014   | Рупольдинг             | Эстафета           |
| 4.  | 25 января 2015  | Антхольц-Антерсельва   | Эстафета           |
| 5.  | 13 марта 2015   | Контиолахти1           | Эстафета           |
| 6.  | 11 декабря 2016 | Поклюка                | Эстафета           |
| 7.  | 22 января 2017  | Антхольц-Антерсельва   | Эстафета           |
| 8.  | 9 февраля 2017  | Хохфильцен 3           | Смешанная эстафета |
| 9.  | 17 февраля 2017 | Хохфильцен 3           | Эстафета           |
| 10. | 10 декабря 2017 | Хохфильцен             | Эстафета           |
| 11. | 13 января 2018  | Рупольдинг             | Эстафета           |
| 12. | 9 февраля 2019  | Кэнмор                 | Эстафета           |

Примечания:
1. ↑  В рамках чемпионата мира 2015 года
2. ↑  В рамках чемпионата мира 2016 года
3. ↑  В рамках чемпионата мира 2017 года

### Выступления на юниорских соревнованиях
| Год  | Место проведения        | Возраст | Инд | Спр | Пр | Эст |
| ---- | ----------------------- | ------- | --- | --- | -- | --- |
| 2011 | ЧМ Нове-Место-на-Мораве | U21     | 12  | 14  | 3  | 3   |
| 2012 | ЧМ Контиолахти          | U21     | 16  | 37  | 34 | 6   |
| 2013 | ЧМ Обертиллиах          | U21     | 1   | 1   | 2  | 1   |